# Csáthy Szabó István
Csáthy Szabó István (Mezőcsát, 1834. december 15. – Miskolc, 1903. május 4.) magyar gyógyszerész, üzletember.

## Élete
Szülei csáthy Szabó István és Csurgay Zsuzsánna voltak. István után még két fiuk (Kálmán 1836, Maximilian 1838) és egy lányuk (Zszuzsánna vagy Susánna 1840) született. Iskolai tanulmányait a miskolci református főgimnáziumban végezte. Egyetemre a szabadságharc bukása után Pesten, majd Bécsben járt, és 1853-ban itt kapta meg „gyógyszerész és vegytudor" diplomáját. Vegyészeti gyakorlatát 1853 és 1857 között Bécsben és Pesten szerezte meg, majd visszatért Miskolcra. Diplomáját a megyei közgyűlés még ebben az évben elfogadta. 1860–ban Radely József gyógyszerésztől vásárolta meg az 1817-ben alapított Magyar Korona nevű patikát. Ez volt a város ötödikként létrehozott gyógyszertára a Széchenyi utca 11. szám alatt (az épületet mára lebontották). 1866-ban Pesten kémiai doktorátust szerzett. Szakmája ekkor ipari tevékenységnek számított, így 1867-ban Miskolc lajstromba vett iparosa lett. Az 1871-es ipari kiállításon a gyógyeszközök körébe tartozó szódavíz előállításáért és forgalmazásáért kitüntetést kapott. 1879-ben a Borsod-Miskolczi Háziipari Egyesület pénztárnokává választották. 1882-ben jól menő gyógyszertárát eladta Rácz Györgynek, aki feleségül vette Ilona lányát. Ettől kezdve üzleti vállalkozásaival foglalkozott.
Szőlőket vásárolt az Avason, Tállyán, Diósgyőrben, az Avason pincéje is volt. Feltételezik, hogy az avasi Csáti sor róla kapta a nevét. Borászata országos és nemzetközi díjakat nyert. Fontos szerepet vállalt a filoxéra elleni harcban. 1890-ben „védekezési szövetkezet'-et alakított, de – minthogy a fertőzés országos probléma volt – ez a vállalkozása nem lehetett sikeres.
1875-ben téglagyárat alapított a diósgyőri koronauradalom területén, és az uradalommal kötött szerződés alapján gyártotta tégláit. Miskolcon három téglagyár működött, ez volt a másodikként létrehozott. 1877-ben a három cég „Miskolczi Egyesült Téglagyár" néven egyesült, és Csáthy Szabó haláláig a gyár igazgatóságának tagja maradt. Igazgatója volt a Borsod-Miskolci Gőzmalomnak is.
Jelentős városfejlesztési munkák pénzügyi támogatója volt. A városi közlekedést először gőzvasúttal akarta megvalósítani, a kereskedelmi minisztériumtól engedélyt is kapott rá. Célszerűbbnek látszott azonban egy villamos vonal megvalósítása, amire 1895-ben újabb engedélyt kapott. A miskolci villamos 1897-re készült el, egyvágányos, kitérős rendszerben. Csáthy Szabó természetesen tagja volt a villamos vasutat üzemeltető Miskolci Villamossági Rt. igazgatóságnak. Az első tervek szerint a villamos vonal a Tiszai pályaudvartól egészen Felsőhámorig futott volna, de végül a Verestemplomnál valósult meg a nyugati végállomás. Volt még egy „keresztirányú” (észak-dél) mellékvonal is, amely a Búza tértől a Népkertig tartott.
1872-től egészen a haláláig, a legtöbb adót fizetők (virilisták) között a városvezetésben is fontos szerepet játszott. 1884-ben a Miskolci Hitelintézet igazgatója, 1898-tól (vagy 1900-tól) a Miskolci Takarékpénztár vezérigazgatója volt. Igazgatósági tagja lett az 1897-ben Budapesten megalakult Villamos Vasút részvénytársaságnak. A város politikai életében az egyesült ellenzék vezéreként játszott szerepet. Tagja volt mindkét miskolci kaszinónak, a Nemzeti Kaszinónak és a Polgáregyletnek. Négy háza volt a városban, de ő és családja az Alsó Papszeri (ma Rákóczi utca 14.), Grabovszki-ház néven ismert épületben lakott. Vezető tagja volt a Borsod-Miskolczi Orvos-Gyógyszerész Egyesületnek. Olyan sok gazdasági vállalkozása volt, és ennek révén akkora befolyással rendelkezett, hogy a Borsodmegyei Lapokban „helyi Montecuccoli”-nak nevezték.
1873-ban 211 kötetes könyvadománnyal segítette a református főgimnázium könyvtárát, ezen kívül vegyszerekkel is ő látta el az iskolát. 1902-ben elnöke lett a Miskolczi Színház Rt-nek, aminek a veje, Rácz György is tagja volt.
Felesége Benczúr Gizella Zsófia (1842–1912), Benczúr Gyula festőművész unokahúga volt. Házasságukból négy lánygyermek született: Margit (1863), Sarolta (1865), Ilona (1866) és Anna (1869). 1903-ban hunyt el Miskolcon, sírja a Deszkatemetőben van.